# 瑪麗斯塔德主教座堂
瑪麗斯塔德大教堂（Mariestads domkyrka）是位於瑞典城市瑪麗斯塔德的一座瑞典信義會的教堂。瑪麗斯塔德大教堂曾經是瑪麗斯塔德教區的大教堂，竣工於1625年。